# 南原健朗
南原 健朗（なんばら けんろう、1965年10月6日 - ）は、日本の俳優、モデル。東京都世田谷区出身。身長176cm、体重70kg。血液型はRH+A。

## 人物・来歴
東京都立千歳丘高等学校卒業。大型二輪免許を所有している。
父は俳優の南原宏治、母は元宝塚歌劇団男役で女優の上月左知子。
以前は南原 健（なんばら けん）・魁 健朗（かい けんろう）の芸名を使用していた。
青年座養成所14期、東京アクターズ3期生を経て芸能活動後、現在は休業中である。
『剣護身術』の1級アドバイザーとして護身術の稽古に励んでいる。

## 出演

### テレビ

#### テレビドラマ
- 大河ドラマ『翔ぶが如く』第二部明治編、第9回（1990年9月30日、NHK） - 青年将校役
- 『裏刑事-URADEKA-』第3話「女教師連続レイプ魔を消せ！」（1992年4月28日、テレビ朝日）
- 『シチリアの龍舌蘭』第9・19話（1994年6月22日・9月14日、フジテレビ） - ワスプ役
- 『地雷戦伝奇』（2007年、中国中央電視台） - 小澤少佐役（日本側主役）
- 『水戸黄門』第37部、第13話（2007年7月2日、TBS）
- 『水戸黄門』第38部、第1・2話（2008年1月7日・1月14日、TBS）
- 『水戸黄門』第39部、第3話（2008年10月13日、TBS）
- 『陽炎の辻〜居眠り磐音 江戸双紙〜3』第11話（2009年7月11日、NHK）
- 『水戸黄門』第40部、第16話（2009年11月23日、TBS）
- 金曜プレステージ『奥様は警視総監5』（2009年12月11日、フジテレビ） - 小平山刑事役
- 『地雷戦伝奇2』[注釈 1]（2010年、中国中央電視台） - 川崎大佐役（日本側主役）
- 『港古志郎警視Season1』第2・6話（2011年、BSフジ）
- 土曜ワイド劇場
  - 『100の資格を持つ女〜ふたりのバツイチ殺人捜査〜5』（2011年10月15日、テレビ朝日） - 医師役
  - 『検事・朝日奈耀子12』（2012年6月2日、テレビ朝日） - 運転手・堀内役
  - 『警視庁・捜査一課長〜ヒラから成り上がった最強の刑事！〜5』（2015年10月17日、テレビ朝日） - 川端道雄役
- 『港古志郎警視Season2』第8話（2012年、テレビ埼玉） - ゲスト・準主役
- 『怪生伝』(2014年、フジテレビ） - 赤橋清十朗役
- 水曜ミステリー9『警視庁強行犯係・樋口顕「廉恥」』（2015年2月25日、テレビ東京）
- 『警視庁ゼロ係〜生活安全課なんでも相談室〜SECOND SEASON』第2話（2017年7月28日、テレビ東京）
- 『ユニバーサル広告社 〜あなたの人生、売り込みます！〜』第1話（2017年10月20日、テレビ東京）

#### バラエティ
- 『学校では教えてくれないこと!!』（1994年、フジテレビ） - レギュラーナレーション
- 『最大公約ショー』（1995年、TBS） - レギュラーナレーション、レポーター
- 『世紀のワイドショー!ザ・今夜はヒストリー』（2011年7月、TBS） - 源頼朝

### 映画
- 『8・8/パチ！パチ!!』（2004年、及川善弘監督）
- 『石井のおとうさんありがとう』（2004年8月21日、山田火砂子監督）
- 『筆子・その愛 -天使のピアノ-』（2007年1月20日、山田火砂子監督）[1]
- 『県警強行殺人班 鬼哭の戦場』（2007年7月21日、宮坂武志監督）
- 『夢のまにまに』（2008年10月18日、木村威夫監督） - 太宰治役[2][3][4]
- 『脇役物語』（2010年10月23日、緒方篤監督） - 喫茶店店長役[5][6]
- 『ウルトラマンゼロ THE MOVIE 超決戦!ベリアル銀河帝国』（2010年12月23日、アベユーイチ監督） - エスメラルダ王役[7][8][9]
- 『カイジ2 人生奪回ゲーム（2011年11月5日、佐藤東弥監督）
- 『望郷の鐘 〜満蒙開拓の悲劇〜』（2015年1月17日、山田火砂子監督） - 青木役
- 『シン・ゴジラ』（2016年7月29日、庵野秀明総監督・樋口真嗣監督）[10][11]

### Vシネマ
- 『女猫雀士　雀奴（ジャンヌ）闘牌伝説』（2002年、内藤忠司監督） - 準主役・坂上役
- 『踊る女（横浜B級ラビリンスより）』（長田勇市監督） - 主役
- 『実録・関東やくざ抗争史 松田組』1・2・3（2005年、大月栄治監督）
- 『実録・九州やくざ戦争 九州の義王（ライオン）』1・2・3（2006年、高瀬将嗣監督）
- 『最後の報酬』（高橋暢監督） - 主役[12]

### 舞台
- 『レジェンド・オブ・ラブ』（1999年、劇団ATTACK公演） - 主演
- 『玄界灘に咲いた梅の花』（2002年、日韓合同公演） - 主演・徳川頼宣役
- 『Days of Wolves 〜駆け抜けた夜の数だけ〜』（2004年9月、一劇公演） - 主演・土方歳三役
- 『PIAF〜愛の賛歌〜』（2004年12月、加来英治演出） - テオ役[注釈 2]
- 『浅葱風の息吹』（2006年5月26日-5月28日、活劇集団東京幕府公演） - 主演・土方歳三役
- 『幕末、不夜城の女たち』（2006年10月18日-10月22日、演劇ユニット東京スタイル公演） - 桂小五郎役
- 『龍馬の平日-It’s not Ryoman Holiday-』（2009年7月2日-7月6日、非シス人-Narcissist-公演） - 主演・坂本龍馬役[13]
- 『カーズド・ファミリー〜月島家の人々』（2014年3月、パン・プランニング公演） - 主演・松本役
- 『見えない人たち』（2015年2月25-3月1日、パン・プランニング公演） - 準主役・神保役
- 『あなたを待ちながら（ハーフビター編）』（2015年11月28-12月1日、パン・プランニング公演） - 飯塚支配人役
- 『ラブ・レター』（2017年5月20日-5月21日、樹原ゆり朗読劇）
- 『天切り松 闇がたり』（2017年10月7日-8日、樹原ゆり朗読劇）

### STEEL
- キヤノンEOS 30D『キャッチコピーは「写真少年になろう」』
- NTTドコモ　ドコモショップポスター（2006年初夏バージョン・秋バージョン）
- 日経BP『日経おとなのOFF』2008年1月号
- アキレス『アキレスシューズ』
- 日立製作所『日立のネットワークソリューション』（新聞広告）
- トヨタ自動車『レクサス』
- パナソニック　ストラーダポケット『方向オンチ侍』篇

### CM
- 洋服の青山『元気出せ!』篇
- パナソニック　ストラーダポケット『方向オンチ侍』篇　南原健朗出演CFー方向オンチ侍ー - YouTube
- パナソニック　ストラーダポケット『方向オンチ侍・殿の鷹』篇
- 興和　バンテリンコーワ新ミニパット
- DeNA　モバゲー怪盗ロワイヤル『「大人がはまる」サラリーマン会議』篇 - 部長役
- ASAHI　缶コーヒーWONDA『席朝族ボディーショット400』篇
- 三菱地所『物流施設』篇 - フォークリフトのシブイおっさん役

### PV
- ジェロ『爪痕』